# Hetepheres II
Hetepheres (fl. XXVI secolo a.C.) è stata una regina egizia della IV dinastia.
Moglie del principe Kauab e poi del faraone Kheper, meglio conosciuto come Djedefra, fu madre della regina Meresankh III.
|             |        |   |
| \| \| \| \| |        |   |
|             |        |   |
| Htp · t · p | Hr · r | s |

| Htp · t · p | Hr · r | s |

|             |        |   |
| \| \| \| \| |        |   |
|             |        |   |
| Htp · t · p | Hr · r | s |

| Htp · t · p | Hr · r | s |

ḥtp ḥr=s ("il suo viso è pacifico")

## Titoli
- Regina consorte d'Egitto
- Sposa del Re